# Batán

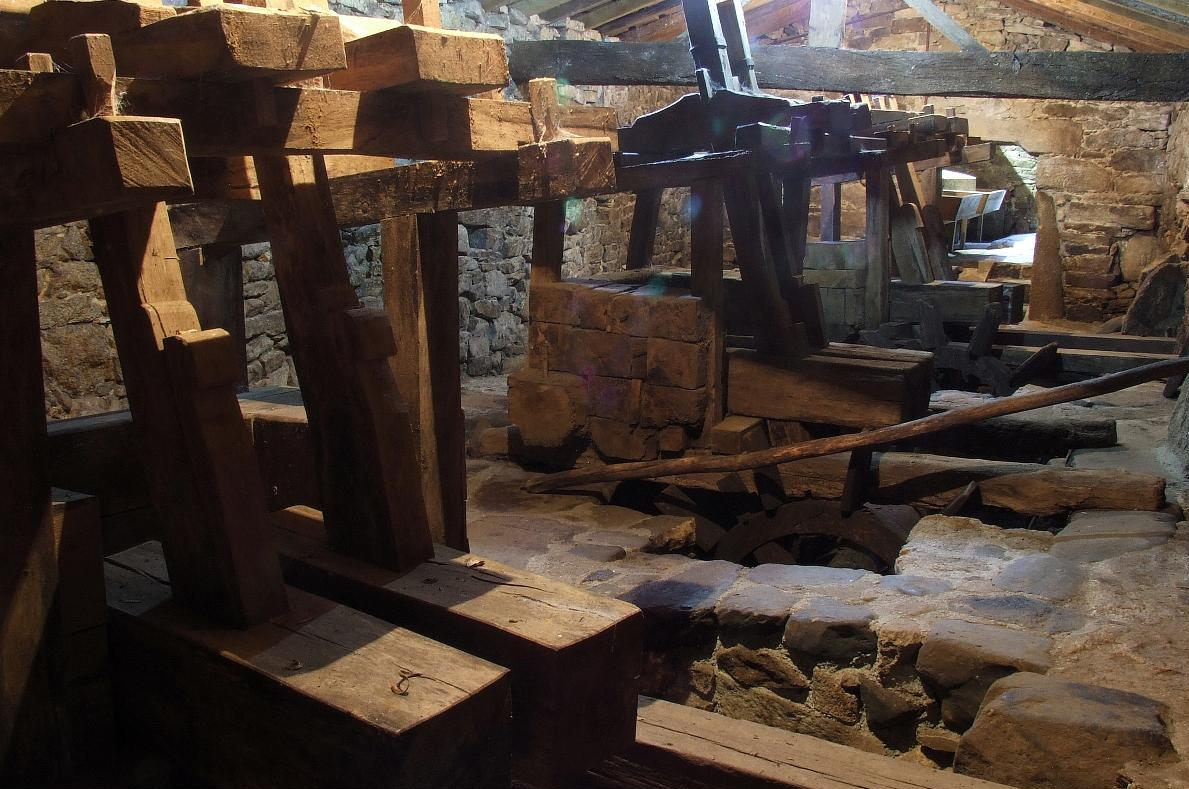
Batán del conjunto etnográfico de los batanes de Mosquetín en Vimianzo (Galicia, España).

Un batán era una máquina destinada a transformar tejidos abiertos en otros más tupidos, proceso conocido como abatanado. Funcionaban por la fuerza de una corriente de agua que hacía mover una rueda hidráulica, que activaba los mazos que posteriormente golpeaban los tejidos hasta compactarlos. Estas máquinas, que se empleaban mucho en España, estuvieron en funcionamiento hasta finales del siglo XIX.

## Historia

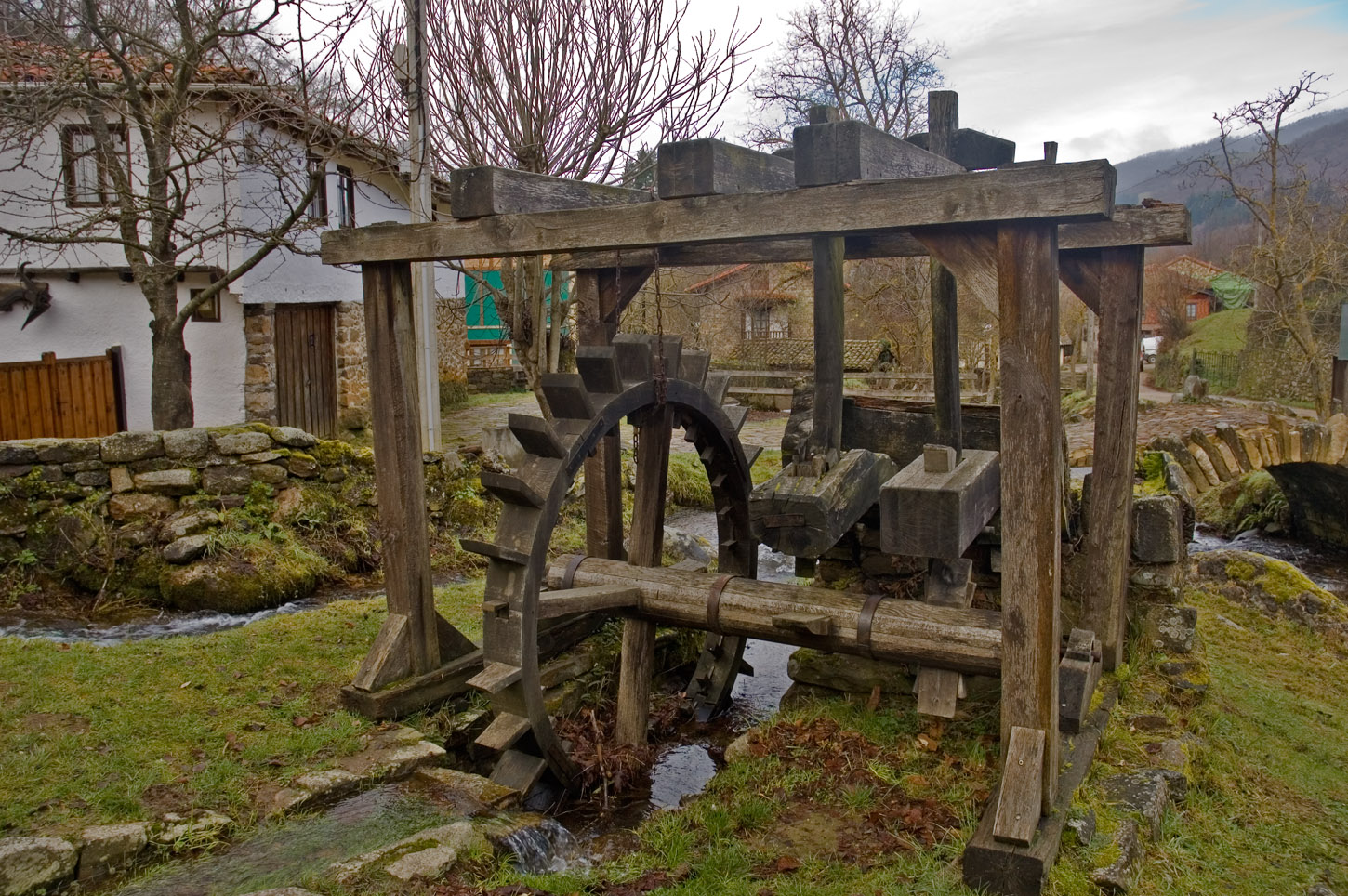
Batán en la localidad de Aniezo (Cantabria, España).

Se cree que la difusión de los batanes fue posterior a la de los molinos. La primera referencia que se tiene en España de los batanes es del siglo XII, unos documentos con fecha de 1160 sitúan dos batanes cerca de Gerona. 
Los batanes se extendieron por España, siendo numerosos los existentes en Galicia y destacando la comunidad asturiana en la que, a mediados del siglo XVII, había cerca de 200. Hoy en día la mayoría de ellos se encuentran en estado ruinoso o incluso totalmente desaparecidos, y son muy pocos los que se conservan, destinados únicamente a museo.
Un ejemplo de batán-museo, en la provincia de La Coruña, está en la parroquia de Mezonzo, en el ayuntamiento de Vilasantar. Se cree que fue construido por los monjes que habitaban el monasterio de Mezonzo, donde ahora se encuentra la iglesia parroquial que data del siglo XII. De ser cierta la creencia popular, sería uno de los batanes más antiguos de España. Estuvo en funcionamiento hasta el año 1954, en que fue abandonado hasta su restauración en 2001 y ahora es visitable por el público.
Mientras estuvo en activo, el batán funcionaba desde el mes de febrero hasta junio. Durante el verano permanecía cerrado porque el río no tenía suficiente agua para su accionamiento y en el invierno no se podía utilizar porque era muy difícil el secado de las mantas.
Otro ejemplo de batán-museo se puede encontrar en la provincia de Huesca, en la localidad de Fiscal, comarca del Sobrarbe. Se lo conoce como el Batán de Lacort.

## Funcionamiento de los batanes
El emplazamiento de los batanes siempre era en la orilla de los ríos para aprovechar la fuerza hidráulica. En el cauce del río se construía una pequeña presa, desde ella el agua se conducía por un canal con fuerte pendiente hasta la rueda. Al impactar el agua contra las cucharas de la rueda, esta giraba llevando solidario el eje, cuyas levas accionaban los mazos que golpeaban las mantas.
Otro canalillo llevaba un poco de agua hasta la cuba para mantener mojados los paños durante buena parte del proceso, evitando su desgaste por rozamiento. Este chorrito de agua, a la vez también servía para refrigerar los soportes del eje.

### Composición
Se trata de una máquina constituida casi en su totalidad por piezas de madera de roble.
Las partes más importantes son:
- La rueda, con un diámetro de tres metros y una serie de cucharas (a menudo dieciséis) repartidas regularmente en el perímetro, sobre las que impacta el agua que baja por el canal, produciendo el movimiento de la máquina.
- El eje que gira solidario a la rueda y por medio de unas levas hace mover los mazos.
- Los mazos, son dos que al caer golpean los paños que están situados en la cuba.
- La cuba es el lugar en el que se colocan los paños. Está constituido a partir de un tronco de 230 cm de largo y 95 cm de diámetro que se excava en el centro hasta conseguir el hueco necesario para el sufridero de los mazos y los paños.

### Elaboración del paño abatanado
A partir de aproximadamente 10 kg de lana de oveja se seguía el siguiente proceso:
1. Se lavaba y se secaba bien la lana, a continuación se cardaba con una carda de púas de alambre.
2. Una vez cardada se hacían pequeños lotes de lana llamados madejas. Se colocaban estas madejas en una rueca y con un huso se iban transformando en un ovillo de hilo.
3. Obtenidos los ovillos, las hilanderas utilizaban telares para tejer las mantas y las colchas, después de hacer las mantas se llevaban al batán para realizar el proceso de acabado.
4. Estas mantas eran colocadas en la cuba del batán siendo su longitud el doble del tamaño final de la manta.

El proceso de abatanamiento, en el que se elaboraban tres mantas de forma simultánea, duraba entre 24 y 30 horas en que se golpeaba continuamente el tejido. Durante el abatanamiento se detenía el batán unas tres veces para cambiar las mantas de posición; finalizado el proceso, la manta quedaba lista para el secado.
En aquel entonces la mano de obra no tenía un gran valor, no se valoraba el tiempo que pasaba una persona trabajando, pero las cosas cambiaron, la mano de obra comenzó a tener mayor importancia y, como consecuencia, el proceso de elaboración y abatanamiento manual no resultaba rentable, ya que transcurrían muchas horas desde la obtención de la lana hasta tener la manta hecha y en consecuencia su precio era muy alto. Este ha sido el principal motivo de la desaparición de los batanes.
Los cambios socioeconómicos y consecuentemente la utilización de maquinaria automatizada abarataron el proceso de fabricación debido a la reducción del tiempo y de la mano de obra empleada.

## En la literatura

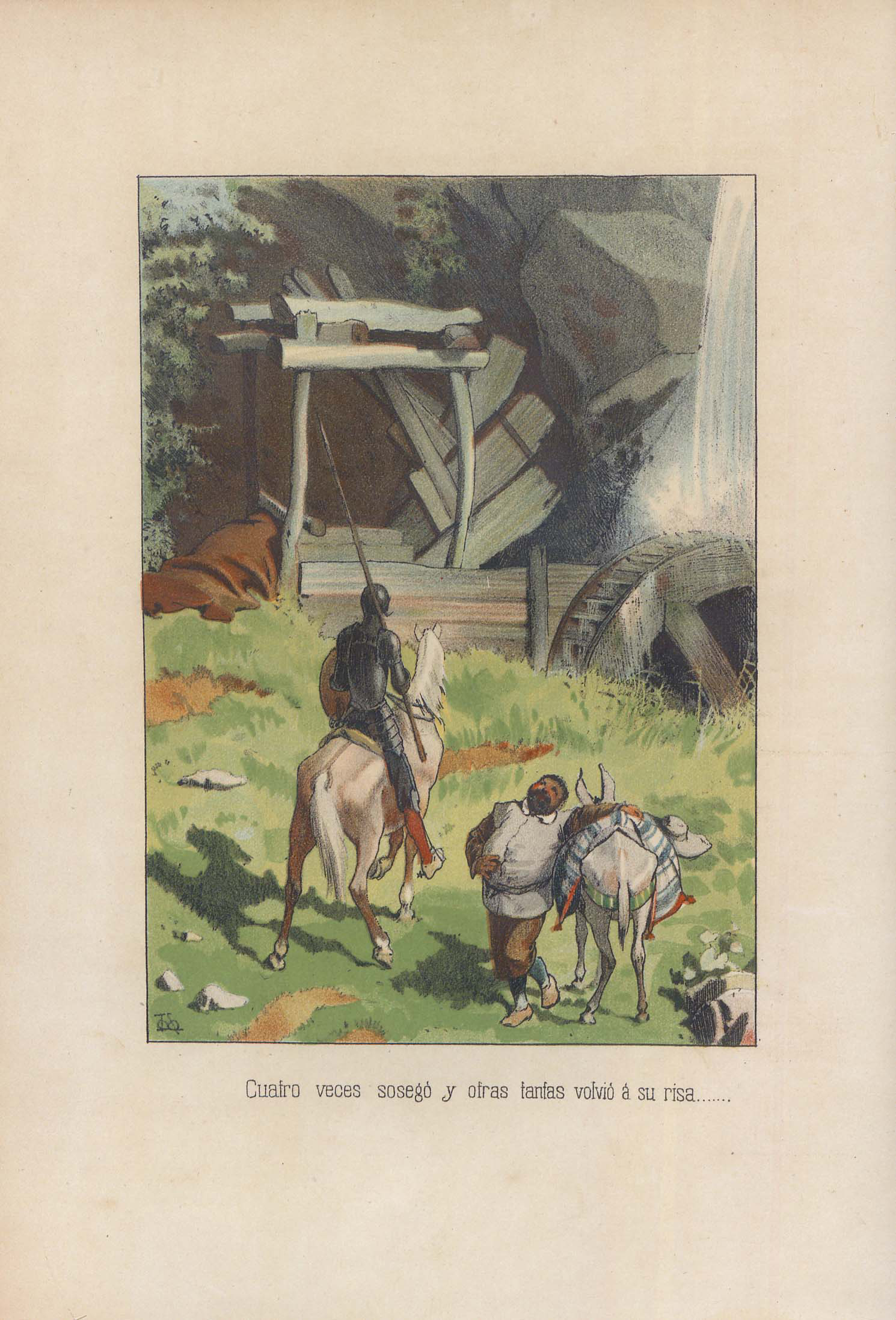
Batanes en el capítulo xx de la primera parte de Don Quijote de la Mancha

En el vigésimo capítulo de la primera parte de Don Quijote de la Mancha (1605) de Miguel de Cervantes, don Quijote y Sancho se encuentran a oscuras cuando escuchan un sonido extraño que los aterroriza toda la noche. Por la mañana, cuando don Quijote se aventura a investigar, resultaban ser seis batanes. Esto provoca risa en Sancho y una discusión con don Quijote.